# 圣布拉什和圣洛伦苏
圣布拉什和圣洛伦苏是葡萄牙波塔莱格雷区的一个堂区。总面积47.57平方公里，总人口1946人，人口密度40.9人/平方公里。